# Lithosoma pentaphylla
Lithosoma pentaphylla är en sjöstjärneart som först beskrevs av Alcock 1893.  Lithosoma pentaphylla ingår i släktet Lithosoma och familjen ledsjöstjärnor. Inga underarter finns listade i Catalogue of Life.